# 皱叶剪秋罗
皱叶剪秋罗（学名：Lychnis chalcedonica），也称皱叶剪夏罗，是石竹科剪秋罗属的植物。分布在西伯利亚、蒙古、欧洲、中亚以及中国大陆的新疆等地，目前尚未由人工引种栽培。

## 别名
皱叶剪夏罗（中国植物图鉴）